# Smrt Ludvíka XIV.

Hyacinthe Rigaud – Ludvík XIV. (1701) (Versailles – Apollónův salón)

Smrt Ludvíka XIV. byla finální etapou života francouzského krále Ludvíka XIV. (1638–1715), který zemřel v důsledku gangrény levé nohy dne 1. září 1715 na svém zámku ve Versailles po 72 letech absolutní vlády.

## Pozadí

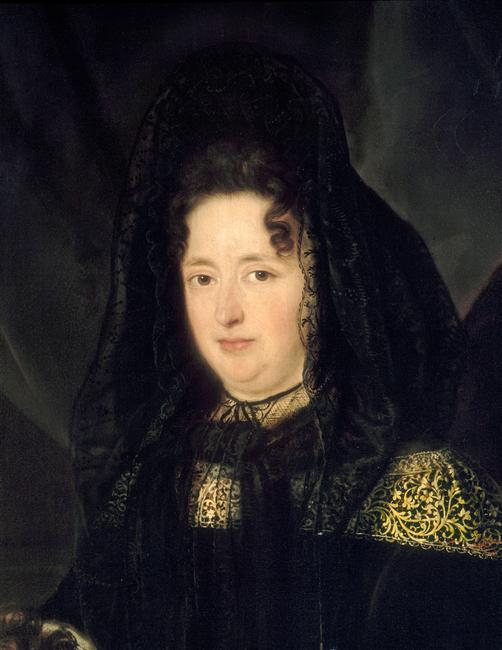
Louis Elle mladší – Madame de Maintenon (17. století)

Král do posledních dní svého života důsledně dodržoval svůj zavedený program. Vstával v osm hodin, pakliže předchozí den nestanovil jinak. Každé ráno se po obřadném vstávání (lever) a následné mši, zúčastnil dlouhého zasedání ministerské rady, po obědě, který se podával v jednu hodinu, si vyjel na lov nebo si šel pěšky zastřílet. Do pozdního odpoledne pracoval v apartmánech madame de Maintenon s některým svým ministrem. Po hlavním jídle dne – večeři – podávané v deset hodin večer, přijímal členy své rodiny. Spát šel kolem půl jedné v noci, kdy se odebral do své ložnice k veřejnému obřadu ukládání na lože (coucher). Král se nijak neomezoval ani v rámci svého jídelníčku. Denně konzumoval mnoha chodová menu, ve kterých nesměly chybět silně kořeněné polévky, burgundské víno míchané s vodou, přezrálé ovoce, vejce na měkko, zelenina, saláty, sekané skopové na česneku, šunky, paštiky a různé sladkosti. Naopak král nikdy nepil čaje, kávu ani čokoládu. Madame de Maintenon se ještě v roce 1708 vyptávala svého zpovědníka na radu, jak má postupovat přes neutuchající sexuální zájem, který o ní manžel projevuje, když ji to již obtěžuje. Královi bylo v té době 70 let.

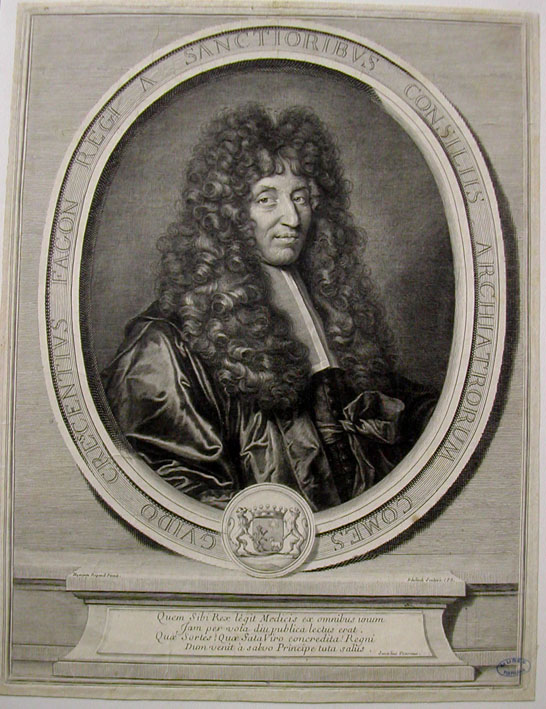
Gerard Edelinck – Guy Crescent Fagon (Perpignan, Musée Rigaud)

V posledních letech vlády na něj negativně dopadala celá řada obtíží. Mezi lety 1700 a 1714 bojovala Francie ve válce o Španělské dědictví. V tomto období se zvýšil státní dluh ze 150 milionů livrů na 3 miliardy livrů. Král byl nucen přistoupit k devalvaci měny o 30 % a v důsledku toho došlo k poklesu kupní síly livru o 25 %. Válka, ekonomická zátěž, epidemie tyfu a hladomory těžce dopadly na obyvatelstvo Francie, a důsledkem byl pokles počtu obyvatelstva o 5 %. K psychické zátěži krále přispívala i rychlá úmrtí v jeho rodině. Jako první zemřel králův bratr Filip I. Orleánský, který zemřel v roce 1701 po hádce s králem. Král si dával jeho úmrtí za osobní vinu. Králův syn Ludvík, Velký Dauphine, zemřel 17. dubna 1711 na neštovice. Následovala manželka králova vnuka Marie-Adelaide, vévodkyně Burgundská 11. února 1712, která zemřela na spalničky. Ta byla vzápětí následována dalším královým nástupcem a svým manželem, Ludvíkem, vévodou Burgundským 18. února 1712, který zemřel rovněž na spalničky. O několik dní později – 8. března 1712 – své rodiče následoval králův pravnuk a v tom okamžiku i králův přímý nástupce Ludvík, vévoda Bretaňský, opět na spalničky. V květnu 1714 zemřel na následky krvácení z velké cévy jako následku nehody na lovu králův vnuk Karel, vévoda de Berry (1686–1714). Král navíc ve svém okolí postrádal nejen mnoho členů rodiny, ale i oslňující osobnosti svého dvora a své přátele, které všechny přežil – Lullyho, Racina, Molliéra, Boileaua, Mansarta, Seignelaye, Vaubana, Bossueta, zpovědníka Françoise d’Aix de Lachaise, madame de Montespan, madame de La Valliére atd. Jeho jediným přímým nástupcem zůstal pětiletý pravnuk, Ludvík, vévoda de Anjou (příští Ludvík XV.) a z osob blízkých králi zbývala jen králova morganatická manželka madame de Maintenon, švagrová Charlota Alžběta Falcká (také známá jako Liselotte Falcká či madam Le Palatine), markýz de Dangeau, maršál de Villeroy a králův lékař Fagon.
Král si byl vědom problematičnosti následnictví, kdy jeho dědicem bylo slabé pětileté dítě a regentem Francie měl být králův synovec Filip II. Orleánský. Toho však král neměl rád a snažil se omezit jeho budoucí moc. Aby král omezil rizika spojená s následnictvím, tak ustanovil v květnu 1714, že královi legitimizovaní levobočci, které měl s madam de Montespan, tj. vévoda de Maine a hrabě de Toulouse, se stávají následníky trůnu hned po vévodovi z Anjou a Filipovi II. Orleánském.
O zdravotním stavu krále máme detailní výpověď v podobě Deníku králova zdraví, který vedli tři hlavní královi lékaři celý jeho život. Nejprve to byl Antoine Vallot, potom Antoine Daquine a nakonec Guy-Crescent Fagon. Vzhledem k omezenosti lékařské vědy na přelomu 17. a 18. století byly bez znalosti příčiny většiny onemocnění aplikovány dva základní léčebné postupy – pouštění žilou a pročišťování. Při pouštění žilou byla odebírána nemocnému krev do misek a objem odebrané krve se pohyboval mezi 300 až 500 mililitry krve. Král podstoupil pouštění žilou za svůj život několik setkrát. Pročišťování spočívalo v podání dávidla nebo klystýru. Fagon králi aplikoval pročišťovací kůru 1x do měsíce. Podle Deníku byl král nemocen poměrně často. Nejčastěji to byly různé horečky, zažívací obtíže, ale přežil i takové nemoci jako byl břišní tyfus nebo chirurgický zákrok odstranění anální píštěle prováděný za plného vědomí. V roce 1715 se však královo zdraví postupně zhoršovalo a spekulace o zdraví nejmocnějšího evropského monarchy bylo mezinárodním tématem. V Londýně a v Nizozemí byly dokonce spekulace o tom, zda se Ludvík XIV. dožije září 1715, otištěny v novinách. Když se o tom král doslechl, tak byl samozřejmě velice rozladěn.

## Poslední dny
- Léto 1715: Král tráví letní týdny jako každý rok od 12. června v zámečku Marly stranou od dvorského protokolu Versailles. Postupně však ztrácí chuť k jídlu, objevují se zácpy a ozývá se dna. Fagon mu doporučuje podávat jako předkrm přezrálé chlazené ovoce proti zácpě, dále jej nabádá aby spal řádně přikrytý kvůli dně a opakovaně (a opět neúspěšně) jej nabádá, aby upustil od konzumace kořeněných polévek. Výsledkem těchto doporučení je, že se král začal výrazně potit, což vedlo ke ztrátě tekutin a minerálů.[1]

- 10. srpna 1715: Krále trápí zažívací obtíže. Fagon mu podává jako lék ambrovou esenci, která králi skutečně uleví. I tak se král rozhodne vrátit se do Versailles pro případ, že by onemocnění bylo vážnějšího rázu. Král začíná pociťovat bolest v levé noze. Králův lékař Fagon stanovuje diagnózu zánětu ischiadického nervu. V noci na 11. srpna 1715 trpí král velkou žíznivostí, kterou nedokáže uhasit.[5][1][4]

- 11. srpna 1715: Král se cítí být slabý a odvolal lov. Pracuje však stejně jako dosud, včetně zasedání ministerské rady.[1]

- 13. srpna 1715: Bolest v králově levé noze se stává bodavou. Králův lékař Fagon a první chirurg Georges Maréchal se oba shodují na diagnóze zánětu ischiadického nervu. Jako léčbu aplikují masáž nohy nahřátým plátnem. Ten den král naposledy provádí veřejný úřední akt – přijímá odjíždějícího perského vyslance. [pozn. 1] Ihned po audienci v Apollonově salónu je však nucen pro únavu odložit těžký slavnostní šat vyšívaný zlatem a diamanty.[4][1][5]

- 14. srpna 1715: Král zůstává na loži a je tak zrušeno jeho ranní lever. Následně prohlédne krále skupina pařížských lékařů. Všichni mu změří puls a shodnou se, že má horečku. Potom králi naordinují jako lék proti horečce mléko oslice. Na Fagonovu radu je však tento léčebný postup vzápětí opět odvolán. Král obědvá dle svých zvyklostí a následně v jeho pokoji probíhá jednání rady. Od tohoto dne již král trvale cítí bolest až do svého posledního vydechnutí. [4][1]

- 15. srpna 1715: Králova bolest v levé noze je tak velká, že již není schopen vstát, ani být převážen na trojkolovém vozíku, na kterém jej dříve při záchvatech dny vozili.[pozn. 2] Nechává se donést do Versailleské kaple, která je plná návštěvníků, aby mohli na vlastní oči vidět králův zdravotní stav.[1]

- 16. srpna 1715: Král se nechal přenést do apartmánů madame de Maintenon, kde spolu poslouchali moteta a italské písně.[1]

- 19. srpna 1715: Králův chirurg Maréchal nalezl na králově levé noze drobnou černou skvrnku. V obavách ji ihned zakryl a následně třel horkým plátnem.[1]

- 20. srpna 1715: Králi byla noha hodinu koupána v horkém burgundském víně s aromatickými bylinami. Po koupeli se králi mírně ulevilo.[4]

- 22. srpna 1715: Fagon pozval k vyšetření krále 10 lékařů ze Sorbonny. Ti krále vyšetřili a doporučili nasadit oslí mléko.[4]

- 23.–24. srpna 1715: Král trpěl závratěmi. Ty byly lékaři vysvětlovány jako následek podávání oslího mléka, a proto s jeho podáváním opět přestali. Pod podvazkem se králi objevila další černá skvrnka. V tomto okamžiku již lékaři začali uvažovat o gangréně. Zabalili nemocnou nohu do látky namočené v pálence s kafrem.[1][4]

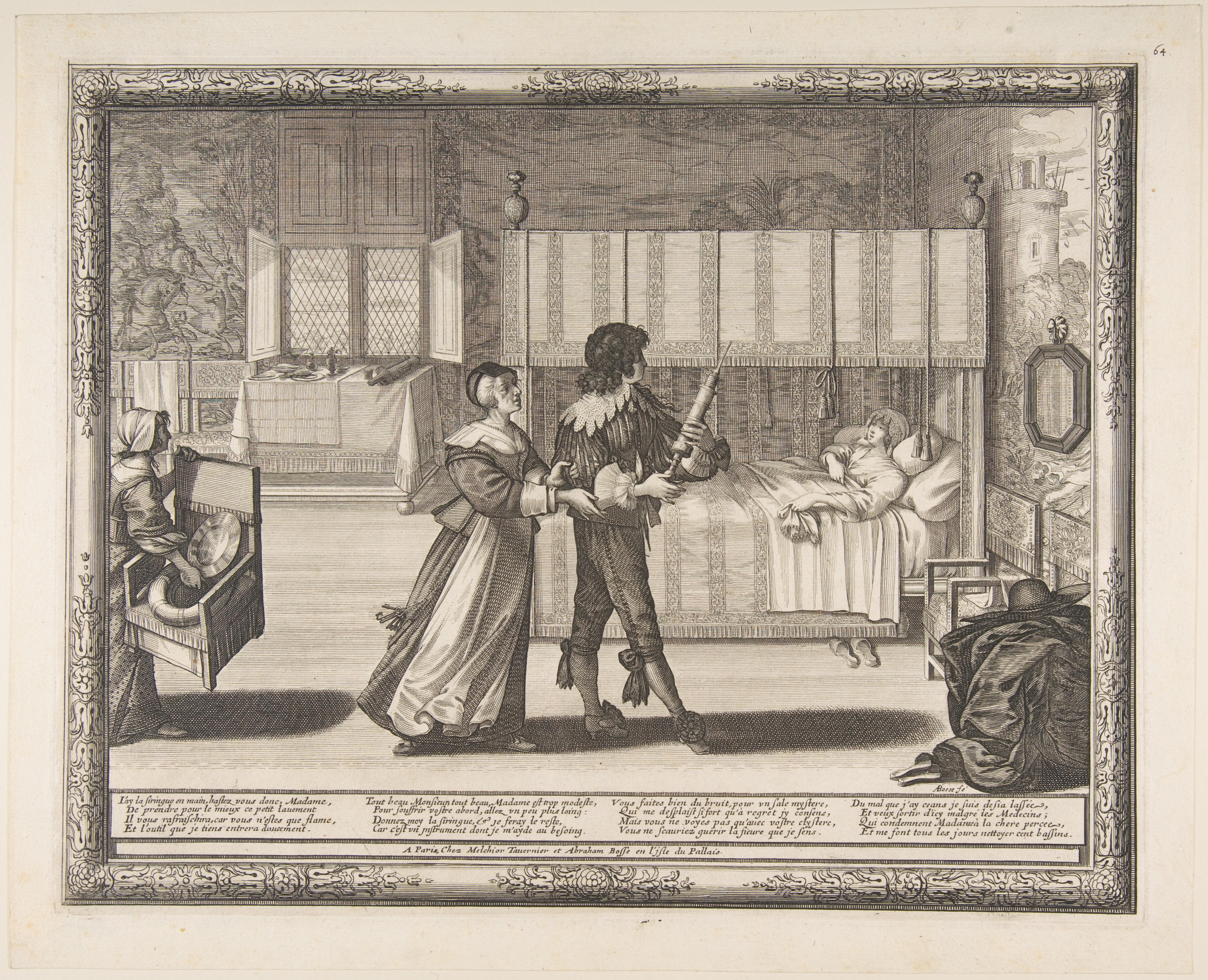
Provádění klyzmatu (klystýru) v raném novověku

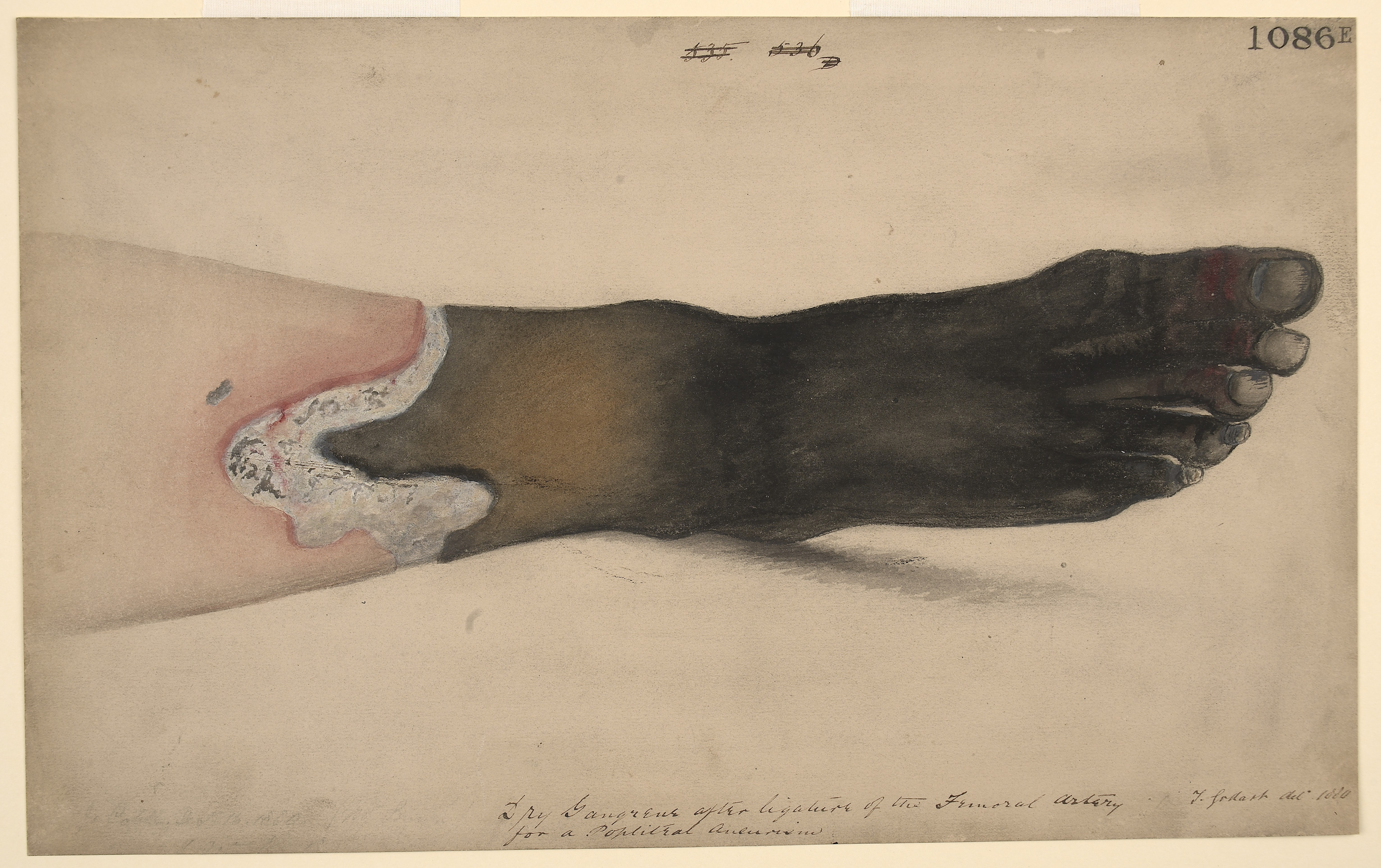
Gangréna nohy

- 24. srpna 1715: Král po obědě řídí ve své ložnici zasedání ministerské rady. Účastní se jej i François de Neufville, maršál de Villeroi, aby se přesvědčil o vážnosti králova zdravotního stavu. Během převazu královy nohy si všiml, že jeho noha je až k nártu zcela černá. Král však popisoval, že ho nemocná noha bolí mnohem méně. Když je králi sdělen jeho zdravotní strav, tak nechává poslat pro svého zpovědníka Le Telliéra. Král provedl úpravu své poslední vůle – jako vychovatele svého pravnuka a budoucího krále Ludvíka XV. jmenoval André-Hercula de Fleury, biskupa de Fréjus (známého později jako kardinál de Fleury).[1][3][4][6]

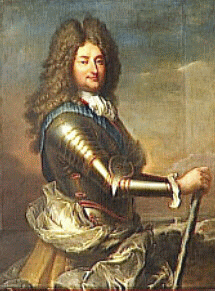
Jean-Baptiste Santerre – Filip II. Orleánský, Regent Francie (1717)

- 25. srpna 1715: Den sv. Ludvíka, patrona krále, byl státním svátkem. Přestože se král cítil hůře, tak trval na tom, aby stejně jako vždy hrály při jeho probuzení pod jeho okny hoboje a bubny a při obědě, aby ve vedlejším pokoji hrál orchestr 24 houslistů. Večer však již přijal poslední pomazání. Potom postupně přijal Filipa II. Orleánského, budoucího Regenta Francie a po něm svého levobočného syna vévodu de Maine. Král nařídil hraběti Louisovi Phelypeaux de Pontchartrain. aby po jeho smrti bylo vyjmuté srdce z těla umístěno do vitríny srdcí v jezuitském kostele svatého Pavla a Ludvíka v Paříži. Následně přikázal, aby po jeho smrti byl nový mladý král Ludvík XV. přestěhován do zámku ve Vincennes, protože tam byl podle Ludvíka XIV, zdravější vzduch. Král si však také uvědomil, že v jím udaném zámku nebyl královský dvůr již 50 let. Přesto si dokázal vybavit, kde je uložen plán zámku a nechal jej zaslat vrchnímu ubytovateli královského dvora.[1][6]

- 26. srpna 1715: Král byl velmi zesláblý, nebyl schopen se bez pomoci ani napít. Na otázku, jak dlouho ještě bude žít odpověděl králi jeho první chirurg, že mu zbývají 2 dny života. Začal se loučit s princi a princeznami, následně královskými důstojníky a naposledy i se svým následníkem Ludvíkem, vévodou de Anjou, francouzským dauphinem. Král mu řekl následující věty: "Bude z tebe velký král. Nezapomínej však na své povinnosti k Bohu, pamatuj, že jemu vděčíš za vše. Snaž se udržet mír se svými sousedy. Neber si mě za příklad – příliš jsem miloval válku a utrácel mnoho peněz. Využívej rad svého okolí a snaž se najít nejlepší cestu a tu neopouštěj. Tvé štěstí bude pramenit z toho, jak moc ulehčíš svému lidu."[7] Tu noc trpěl král bolestmi celého těla, až na nemocnou nohu, která znecitlivěla.[4]
- 27. srpna 1715: Královi lékaři se odhodlali k vyzkoušení možnosti provést amputaci končetiny, jako jedinému možnému prostředku léčby. Chirurg Maréchal provedl skarifikaci, tj., naříznutí nemocné končetiny na různých místech. Na povrchu nohy necítil král žádnou bolestivost, ale když chirurg skarifikoval do hloubky blíže ke kosti, tak tím králi způsoboval naopak velmi silné bolesti. Závěr ze skarifikace byl, že amputace již není možná, protože se gangréna značně rozšířila. Ale na druhou stranu se lékaři drželi šance, že zachování hluboké citlivosti by dávalo šanci nechat končetinu zhnisat.[pozn. 3] Ošetřili ji leptavou mastí a ovinuli plátnem namočeným v pálence s kafrem.[4] Později toho dne spolu naposledy mluvili Ludvík XIV. a madame de Maintenon. Král se jí omluvil, že ji dost nemiloval, ale vyjádřil naději, že vzhledem k jejímu věku nebude trvat dlouho a opět se spolu shledají. Madame de Maintenon byla těmito slovy trochu dotčena. Večer téhož dne provedl král spolu se svým kancléřem Danielem Voysin de La Noiraye a prvním komorníkem Louisem Blouinem skartaci nevhodných listin.[1][2][8][9]

- 28. srpna 1715: Král se věnoval rozmluvám o Bohu se svým zpovědníkem Le Telliérem. Ten se ho zeptal, zda má bolesti. Král odpověděl, že nikoliv, jen lakonicky poznamenal, že jestli je toto umírání, tak by si přál trpět mnohem více, aby odčinil své hříchy.[1]

- 29. srpna 1715: Za Filipem II. Orleánským přijel provensálský rolník Brun (někde uváděn i jako Lebrun). Ten mu tvrdil, že má lék, který čistí krev a dokáže vyléčit každou gangrénu. Vévoda jej doporučil královým lékařům, ale ti jej odmítli, protože navrhoval podávat lék, u kterého nebylo známo ani složení, ani účinky. Podání Brunova léku potom bylo prosazeno princi z královské krve. Brun byl uveden do královy ložnice samotným Filipem II. Orleánským. Brun nakapal 4 kapky elixíru do sklenky burgundského vína, vévoda Orleánský sklenici podal králi a ten ji vypil. O dvě hodiny později mu podali druhou dávku. Zdálo se že elixír funguje. Král začal mluvit silnějším hlasem a s menšími obtížemi. Brun navíc začal králi vařit speciální vývary. Král potom dokonce požil trochu pevné stravy. Jakmile se zpráva roznesla po paláci, tak se všichni dvořané, kteří již poklonkovali vévodovi Orleánskému, opět přesunuli do králových předpokojů. Účinek elixíru však byl velmi omezený.[1][pozn. 4]

- 30. srpna 1715: Ráno se králův stav opět zhoršil a začal upadat do bezvědomí. Královi lékaři se okamžitě snažili veškerou odpovědnost za králův zdravotní stav přesunout na Bruna. Ten však rychle opustil palác a už jej nikdo neviděl. Odpoledne přijela za Ludvíkem madame de Maintenon a nalezla jej neschopného mluvit, s široce rozevřenýma a zapadlýma očima.[1]Ludvík XIV. na smrtelné posteli naposledy promlouvá ke svému nástupci vévodovi z Anjou; knižní ilustrace 19. století

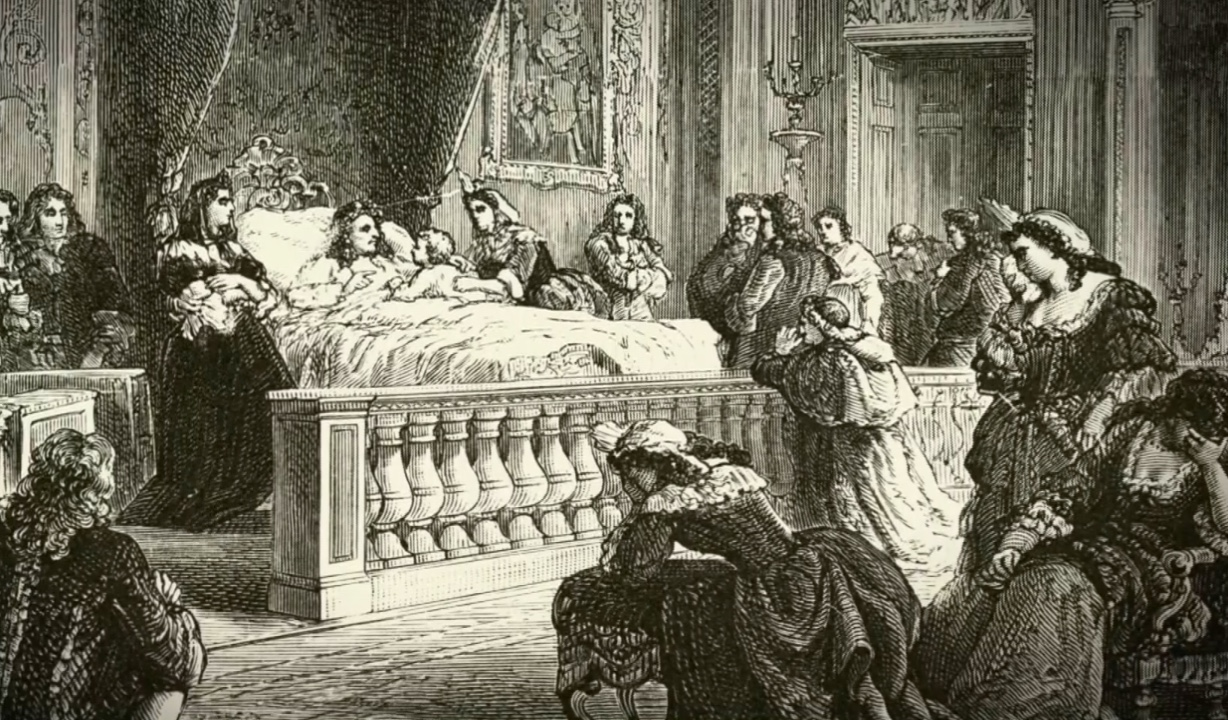
Ludvík XIV. na smrtelné posteli naposledy promlouvá ke svému nástupci vévodovi z Anjou; knižní ilustrace 19. století

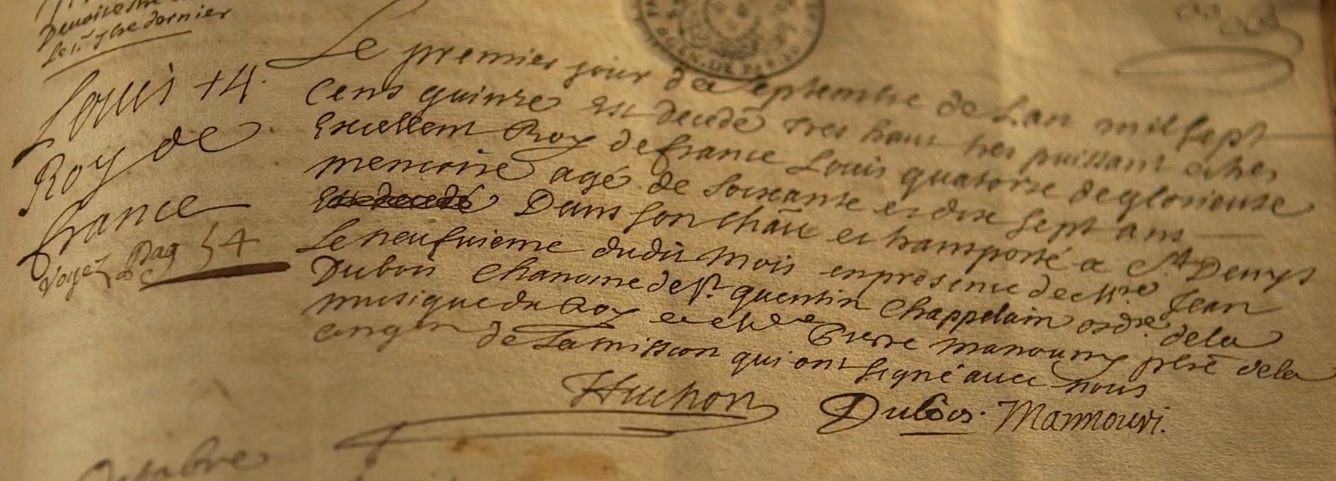
Matriční záznam o smrti Ludvíka XIV. v matriční knize zemřelých ve farnosti Versailles (zapsal farář Huchon)

- 31. srpna 1715: Král byl klidnější a když se tato zpráva donesla madame de Maintenon, tak rychle přijela, aby s ním ještě jednou naposledy hovořila. Krále však nalezla v polovědomí. Odpoledne přijel kardinál de Rohan, velkoalmužník Francie a když přeříkával modlitbu za mrtvé, tak k němu král promluvil, že je to poslední přízeň, kterou mu církev může prokázat. Šlo o jeho poslední slova pronesená k člověku. Dále již promlouval jen s Bohem, jehož žádal o pomoc: "Pomoz, ó Bože, pomoz mi rychle". To byla jeho úplně poslední slova. Během noci pozbyl vědomí.[1]
- 1. září 1715: V neděli, v 8:15 zemřel po několika krátkých povzdechnutích a dvou prudkých nadechnutích, bez pohybu či křečí. Jako když zhasne svíce. Králi byly sloužícími zatlačeny oči. Vévoda Orleánský rozhodl, že jelikož Ludvík XIV. nezanechal žádné instrukce vzhledem ke svému pohřbu, tak se budou konat stejné obřady, jaké proběhly v případě jeho otce Ludvíka XIII. [pozn. 5] Nejprve bylo čisté ustláno lože a poté bylo umožněno královské rodině, dvořanům a služebnictvu vzdát poslední hold králi. Následně bylo tělo se sepnutýma rukama vystaveno na 24 hodin v posteli, kde si jej mohl kdokoliv prohlédnout, bez rozdílu původu.[1]

## Pohřeb
- 2. září 1715: V králově předpokoji, Salon de L'œil de Bœuf, na dlouhém stole byla provedena pitva panovníkova těla a rozdělení těla na 3 části. Tělo již procházelo značným rozkladem vzhledem k bakteriálním procesům gangrenózní tkáně, navíc urychlených teplým zářijovým počasím. Královo tělo bylo lékaři hodnoceno jako zdravé, vyjma gangrenózních oblastí. Srdce bylo ve velmi dobrém stavu, stejně jako ostatní orgány. Lékaři tehdy nezjistili příčinu vzniku gangrény.[pozn. 6] Všechny 3 tělesné části byly balzamovány. Tělesné dutiny byly vyplněny bylinami a zbylý prostor vyplněn koudelí, aby byl udržen jeho přirozený tvar. [pozn. 7] Rozdělením těla na srdce, orgány a vlastní tělo mělo symbolicky dojít k trojímu rozdělení podobně, jako je v křesťanství symbolem svatá Trojice. Každá z částí navíc byla pohřbena v jiném kostele, a tak bylo možné se poklonit královým ostatkům většímu množství jeho poddaných. Král měl tedy 3 hroby. Jeho tělo bylo pohřbeno v bazilice Saint-Denis, jeho orgány v katedrále Notre-Dame a srdce v kostele, který dnes známe jako kostel svatého Pavla a Ludvíka, tehdy se však jmenoval Jezuitský kostel svatého Ludvíka. Přestože tělo bylo nabalzamováno, tak nemohlo být v důsledku rozkladu vystaveno, tak jak velela tradice. Tělo bylo proto vystaveno uložené v rakvi a spolu s ním i nabalzamované srdce a orgány. Ostatky byly přeneseny do Merkurova salónu, kde byly vystaveny po 8 dní veřejnosti.[1][4][5]

- 9. září 1715: Večer byl zahájen převoz králova těla v pompézním průvodu z Versailles do baziliky Saint Denis. Cesta byla symbolická – začínala večer, tedy do symbolu smrti a bolesti a u baziliky končila za cca 10 hodin v době východu slunce, tedy do symbolu spasení. V průběhu celé cesty byl hrán pohřební pochod složený skladatelem André Philidorem právě pro tuto příležitost. Obyčejní lidé se rozestavěli kolem cesty, a protože se jednalo o velmi dlouhý průvod, tak si s sebou přinesli i jídlo a pití. Jsou zaznamenány případy, kdy lidé neprojevovali vždy jen úctu zemřelému králi, když je míjela rakev obsahující jeho tělo.

- 10. září 1715: Rakev byla položena na týden na obří katafalk uprostřed baziliky, potom byla přesunuta do apsidy až do pohřbu. Od tohoto data začíná dočasná vnitřní přestavba gotické baziliky v barokní sál. Po stranách byly vytvořeny dřevěné lodžie, aby bazilika byla schopna pojmout velké množství lidí. Celou organizaci pohřbu, včetně vlastní výzdoby baziliky měl na starost administrativní útvar Pro výdaje na královské slavnosti.

- 6. října 1715: Královo srdce bylo kardinálem de Rohan přeneseno do Jezuitského kostela svatého Ludvíka.[1]
- 23. října 1715: Proběhl královský pohřební obřad, kdy po mši byla rakev odnesena do tzv. čekací hrobky. Tam nahradila rakev Ludvíka XIII., který se připojil k ostatním pohřbeným členům královského rodu. Rakev Ludvíka XIV. byla v čekací hrobce až do pohřbu Ludvíka XV., kdy zase jeho rakev nahradila rakev jeho praděda. Po odnesení rakve Ludvíka XIV. do hrobky proběhl obřad, který vedl král heroldů. Kdy bylo na rakev zemřelého umístěno několik znaků moci francouzské monarchie – železná rukavice, štít, přilbice, meč, korouhev Francie, praporec a královská korouhev. Král heroldů nakonec sejmul svůj baret, svlékl tabard a vhodil je do hrobky. Následně vyzval ostatní heroldy, aby učinili totéž. Potom vyzval vysoké hodnostáře, aby se stejně vzdali znaků své moci. Potom byly přineseny prapory jednotlivých pluků a byly rovněž uloženy do hrobky. Nakonec král heroldů pronesl slova: "Král Ludvík XIV. je mrtev. Dlouhý život králi Ludvíkovi XV.". Tato slova následně všichni 3x zopakovali. Na závěr potom provolali slávu králi Ludvíkovi XV.: "Ať žije král". Potom byla hrobka uzavřena.Jacques Chiquet – Pohřební průvod Ludvíka XIV. z Versailles do Saint-Denis (1715)

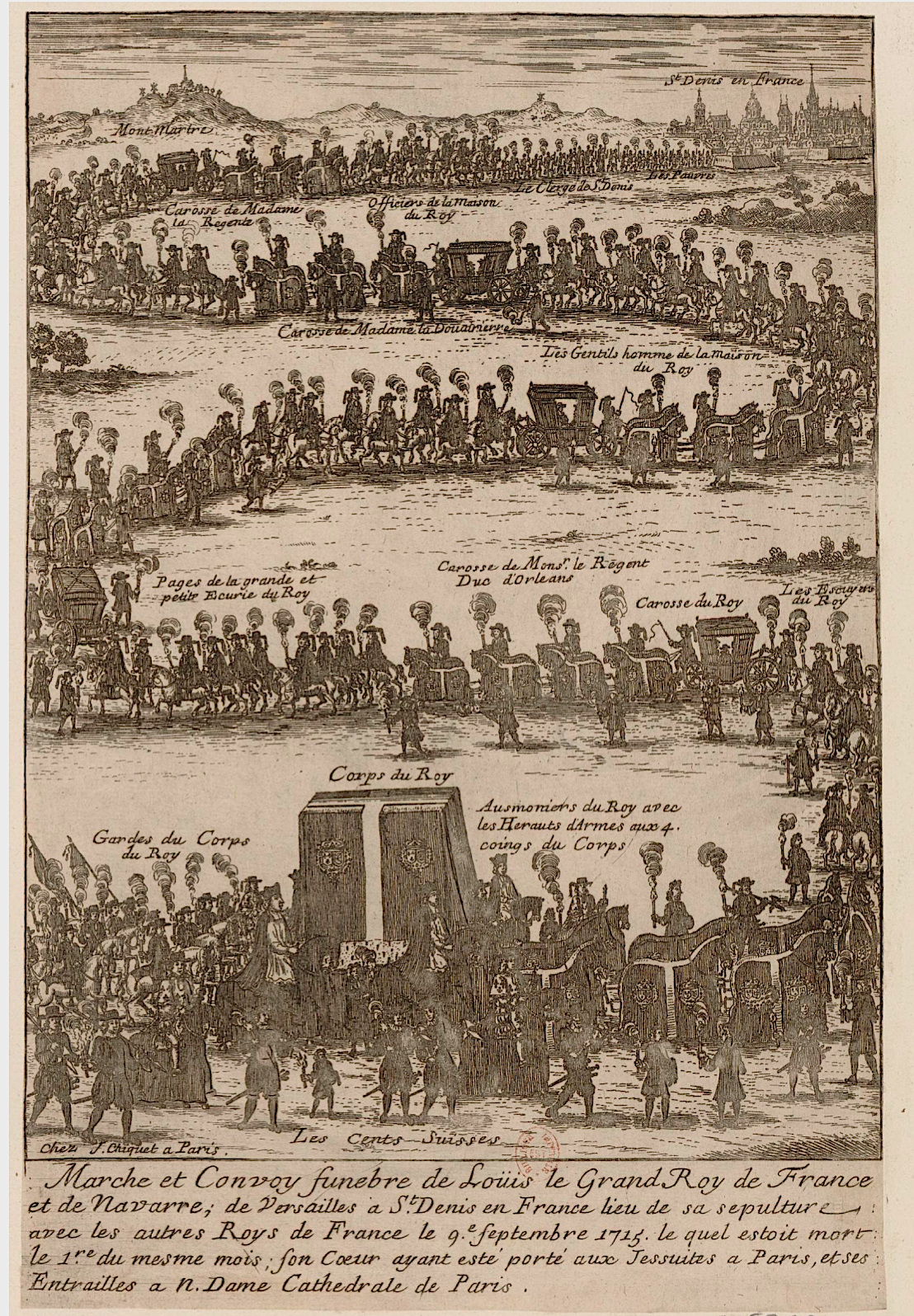
Jacques Chiquet – Pohřební průvod Ludvíka XIV. z Versailles do Saint-Denis (1715)

## Relikvie

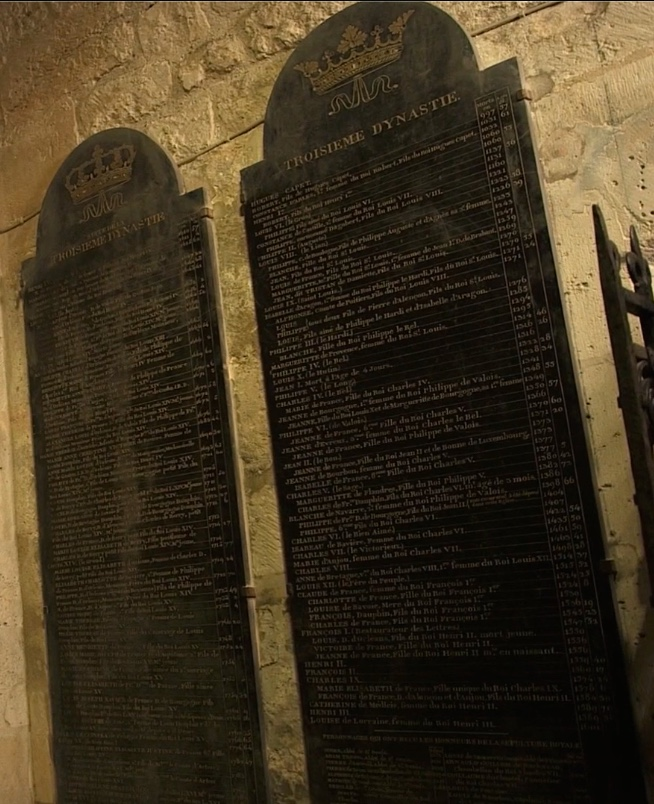
Seznam kosterních pozůstatků francouzských králů a členů královského rodu umístěných do kostnice v bazilice Saint-Denis

14. října 1793, v důsledku rozhodnutí Konventu o profanaci královských hrobek, byly ostatky krále Ludvíka XIV. vyjmuty z rakve a vysypány spolu s ostatky všech ostatních pohřbených členů královského rodu z královské hrobky v Saint-Denis do společného hrobu. Mrtvola krále byla dle popisu revolucionářů plně zachovaná, ale zcela černá. V důsledku rozhodnutí Ludvíka XVIII. z 19. 1. 1817 došlo k obnově královské nekropole v Saint-Denis a ostatky členů královského rodu byly ze společného hrobu opět vyjmuty a umístěny do společné kostnice, kde jsou ostatky Ludvíka XIV. umístěny dodnes.
Srdce krále Slunce bylo po provedené profanaci prodáno Louisem François Petit-Radelem malířům Saint-Martinovi a Michel Martin Drollingovi. Ti část srdce použili na výrobu mumia, tj. alkoholového extraktu mrtvé tkáně s bylinami. To se v té době užívalo jako povrchová glazura obrazů. Během Restaurace Bourbonů vrátil zbytek srdce Sain-Martin Ludvíkovi XVIII. Ten nechal pro srdce vytvořit schránku z pozlaceného stříbra a uložil jej do vitríny srdcí (L'armoire des cœurs royaux) v Saint-Denis. Zde je srdce krále Ludvíka XIV. uloženo vedle srdce jeho otce Ludvíka XIII. Veškeré bombastické a zcela nepodložené příběhy o srdci, které měl sníst William Buckland jsou zcela nepravdivé. Navzdory tomu, že zbytek srdce je prokazatelně uložen ve schránce, tak je tato legenda zcela pravidelně bulvárním tiskem čtenářům předkládána.  

Urna s orgány zůstala pohřbena tam, kam ji pohřbili hned po smrti Ludvíka XIV, tj. v katedrále Notre-Dame v Paříži. 

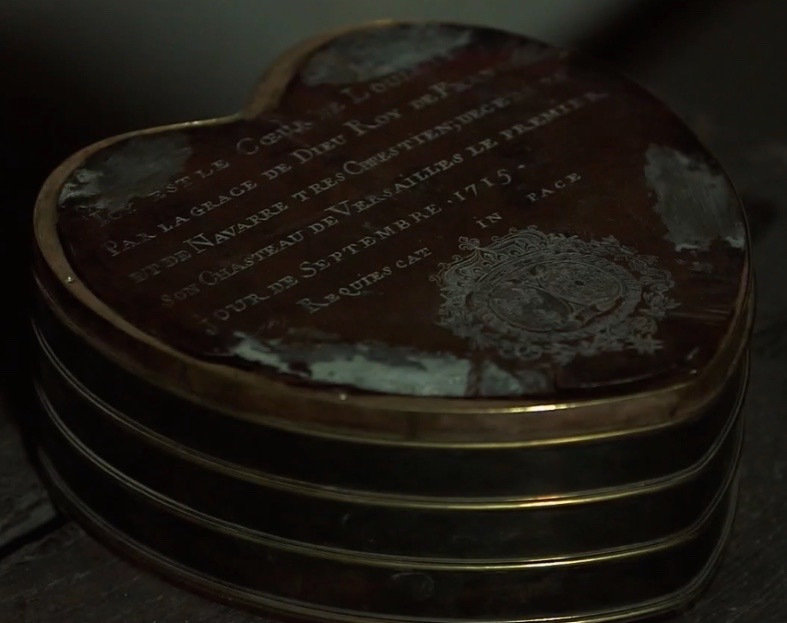
Schránka se srdcem Ludvíka XIV. Epitaf: „Zde spočívá srdce Ludvíka XIV., z Boží vůle nejkřesťanštějšího krále francouzského a navarrského, který zemřel v prvý den měsíce září roku 1715 na svém zámku ve Versailles. Ať odpočívá v pokoji“

## Závěť
Král sepsal svou závěť již 2. srpna 1714. Svým nástupcem v ní jmenoval Ludvíka, vévodu z Anjou. Jelikož byl nový král v dětském věku, tak až do jeho zletilosti, což dle zvyklostí francouzského královského dvora byl věk 13 let, za něj měla vládnout Regentská rada. Jednalo se o třináctičlenný sbor, kterému předsedal Filip II., vévoda Orleánský. Regentská rada se měla usnášet většinou hlasů a v případě rovnosti hlasů měl hlas vévody Orleánského rozhodující vliv. Obsazení Rady nebylo možné měnit jinak, než kdyby došlo k úmrtí člena, tak jeho post mohl být obsazen jen osobou zvolenou zbytkem Rady. Za výchovu Ludvíka XV. byl odpovědný vévoda de Maine, legitimizovaný syn Ludvíka XIV. s madame de Montespan. Jemu přímo podléhal vychovatel krále, maršál de Villeroi. Vévoda de Maine měl také dohlížet na královou bezpečnost prostřednictvím velení Švýcarské gardy.
Vévoda Orleánský zjistil ještě během královy agónie obsah královy závěti, a tedy i to, že by neměl být jmenován regentem, ale jen nominálním předsedou Regentské rady. Proto začal ihned přesvědčovat členy pařížského parlamentu, aby na svém zasedání, které proběhlo dne 2. 9. 1714 zneplatnili královu závěť, a aby mu bylo Parlamentem přiřknuto Regentství v plném rozsahu. Díky obratnému manévrování a mnoha slibům se mu podařilo přesvědčit Parlament, aby se přidal na jeho stranu. I tak byl ale jmenován Regentem Francie formou aklamace, tj. Parlament o tom nehlasoval, ale jen nechal výnos zaprotokolovat. Novému Regentovi se také podařilo do Rady jmenovat Parlamentem prince de Conti a vévodu de Bourbon. Oba byli rovněž jmenováni aklamací a patřili k nejzavilejším nepřátelům vévody de Maine. Proti vévodovi de Maine se také postavily jednotky švýcarské gardy, které byly ochotny přijímat rozkazy od Regenta nebo od vévody de Bourbon, ale nikoliv od něj.
Vévodovi de Maine tedy zbyl jen výkon úřadu starajícího se o výchovu krále. Po zasedání Parlamentu navíc ztratil postavení dědičného prince (stejně tak i jeho bratr hrabě de Toulouse), které získal výnosem od Ludvíka XIV., a který v roce 1714 bez problému Parlament registroval. Titul prince s nástupnickým právem byl opět vévodovi de Maine vrácen, jakmile Ludvík XV. dosáhl zletilosti, a kdy již nebyl pro regentovu stranu nebezpečím.